# Cápamárna
A cápamárna vagy feketeúszójú sziámi ponty (Balantiocheilos melanopterus) a sugarasúszójú halak (Actinopterygii) osztályába, ezen belül a pontyalakúak (Cypriniformes) rendjébe és a pontyfélék (Cyprinidae) családjába tartozó Balantiocheilos nem egyetlen faja volt a közelmúltig.

## Rendszerezés
A nemhez az alábbi fajok tartoznak.
- Balantiocheilos melanopterus (Bleeker, 1851)
- Balantiocheilos ambusticauda (Ng & Kottelat, 2007)

## Előfordulása
Eredeti élőhelye Délkelet-Ázsiában, Borneó, Szumátra és Thaiföld patakjai.

## Megjelenése
Ezüstös testű, cápa alakú hal, jól látható pikkelyekkel. Háromszögletű hátúszója felálló és mint a farok-, a farok alatti és a hasúszói, széles fekete sávval szegélyezett. Feje csúcsos, farokúszója erősen villás.
A nemek megkülönböztethetők 2–3 éves koruktól és 20–30 cm hossztól. A hímek karcsúbbak, a nőstények 1-2 cm-rel magasabbak és zömökebbek.
|  |

## Életmódja
Mindenevő, de előnyben részesíti az élő eleségeket.

## Tartása
Nem való kezdő akvaristáknak. Az ivarok megállapítása csak kifejlett állatoknál lehetséges, csak akkor szaporodnak, amikor megközelítőleg már elérték felnőtt méretüket. Ívatása még a szakértők számára sem megoldott, az ivadékok sérülékenyek, többségük korán elhullik.